# Mount Myhon
Mount Myhon är ett berg i Kanada.   Det ligger i provinsen British Columbia, i den centrala delen av landet, 3 400 km väster om huvudstaden Ottawa. Toppen på Mount Myhon är 2 112 meter över havet, eller 732 meter över den omgivande terrängen. Bredden vid basen är 5,0 km.
Terrängen runt Mount Myhon är kuperad åt sydost, men åt nordväst är den bergig. Trakten runt Mount Myhon är nära nog obefolkad, med mindre än två invånare per kvadratkilometer.. Det finns inga samhällen i närheten.
I omgivningarna runt Mount Myhon växer i huvudsak barrskog.